# Drymocallis glandulosa
Drymocallis glandulosa là loài thực vật có hoa trong họ Hoa hồng. Loài này được (Lindl.) Rydb. mô tả khoa học đầu tiên năm 1898.

## Hình ảnh

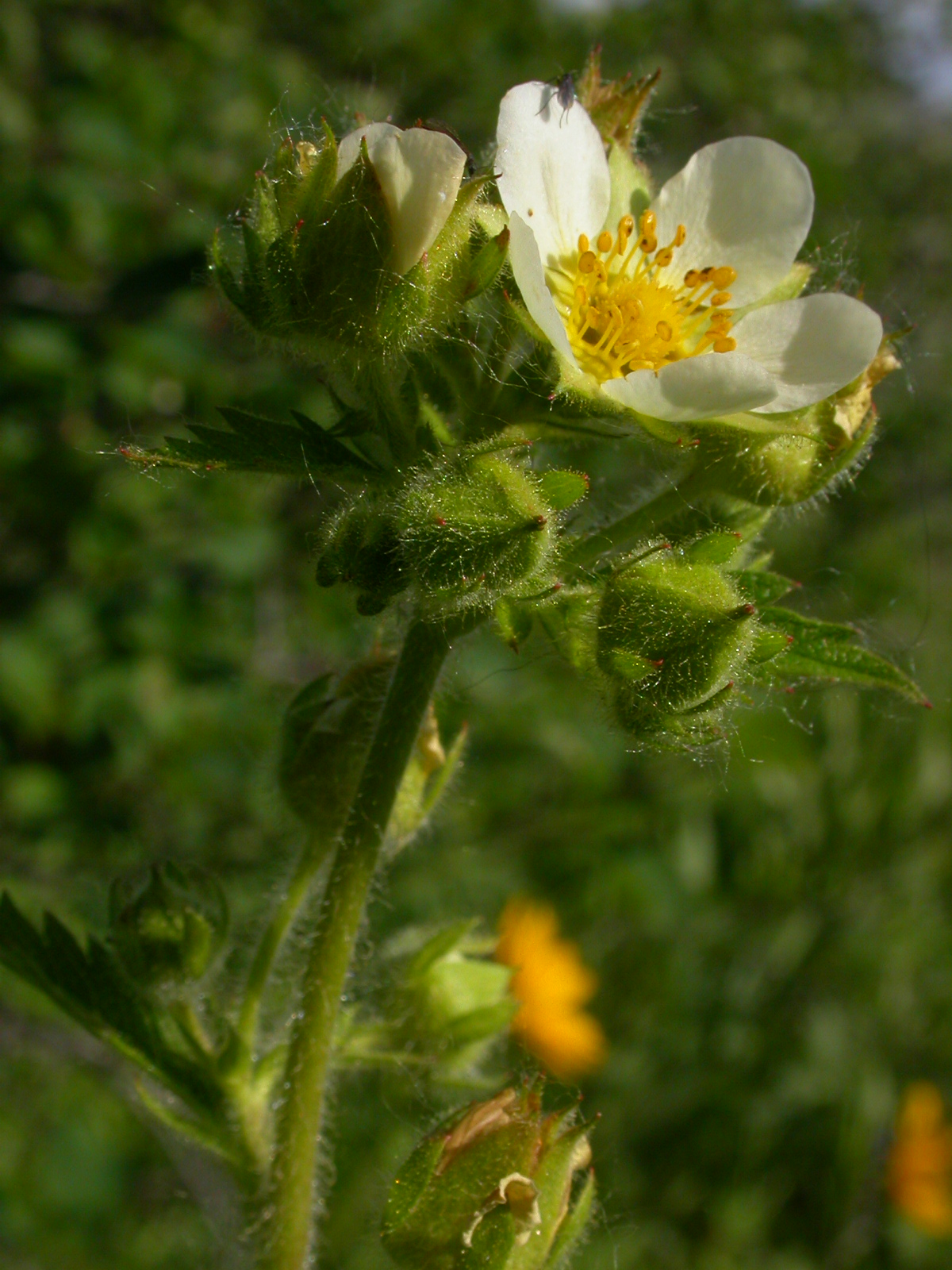
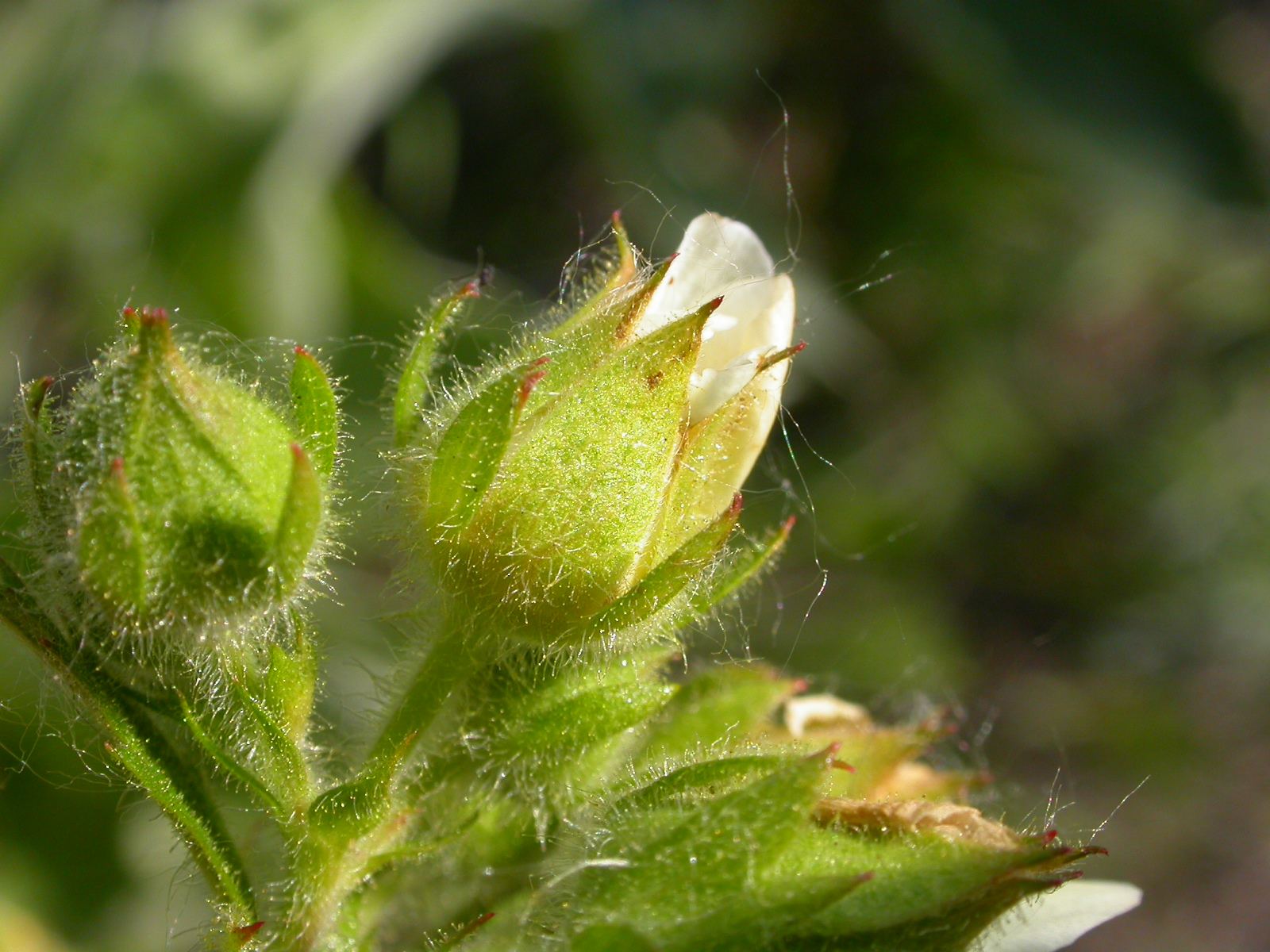
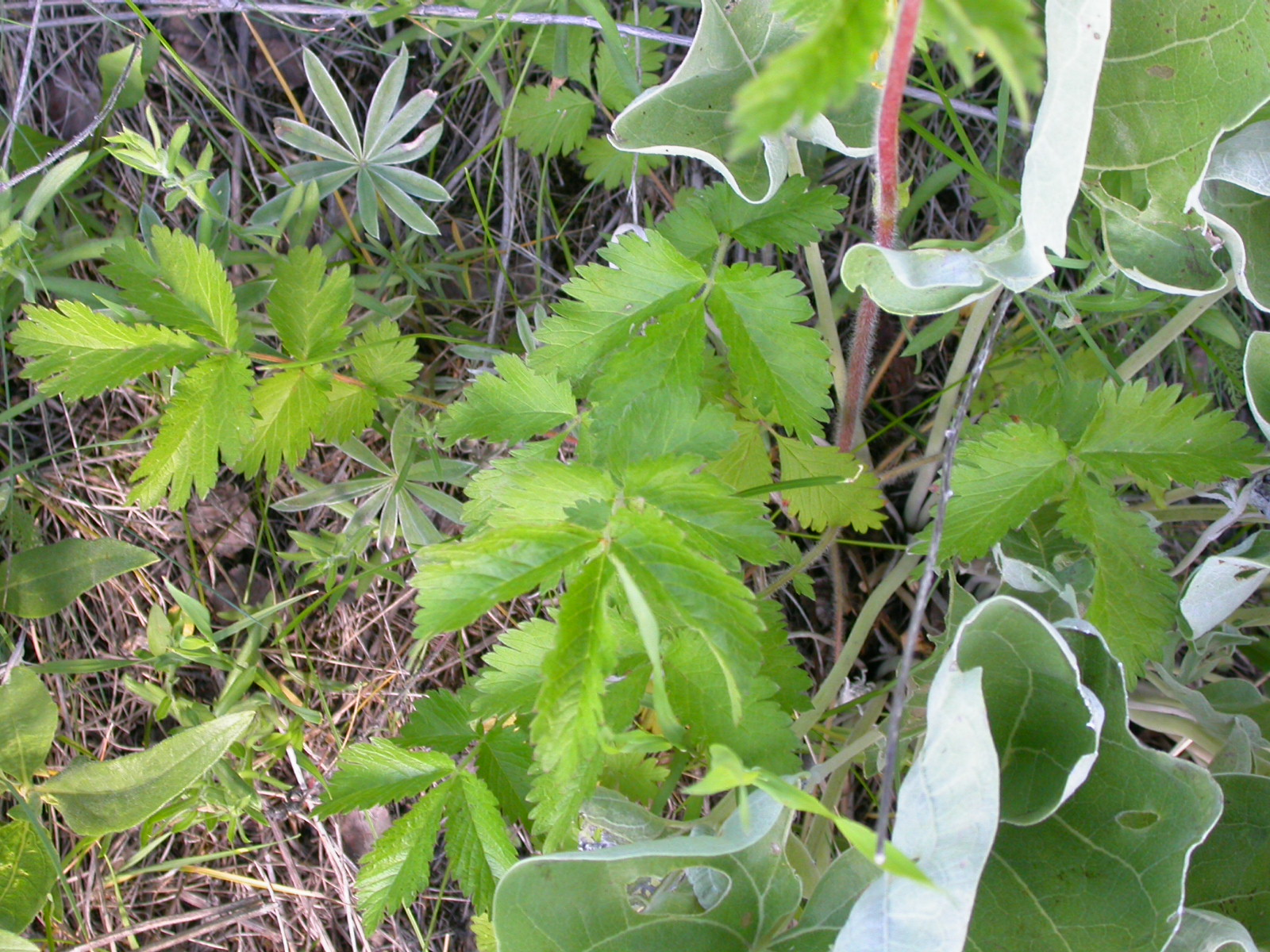
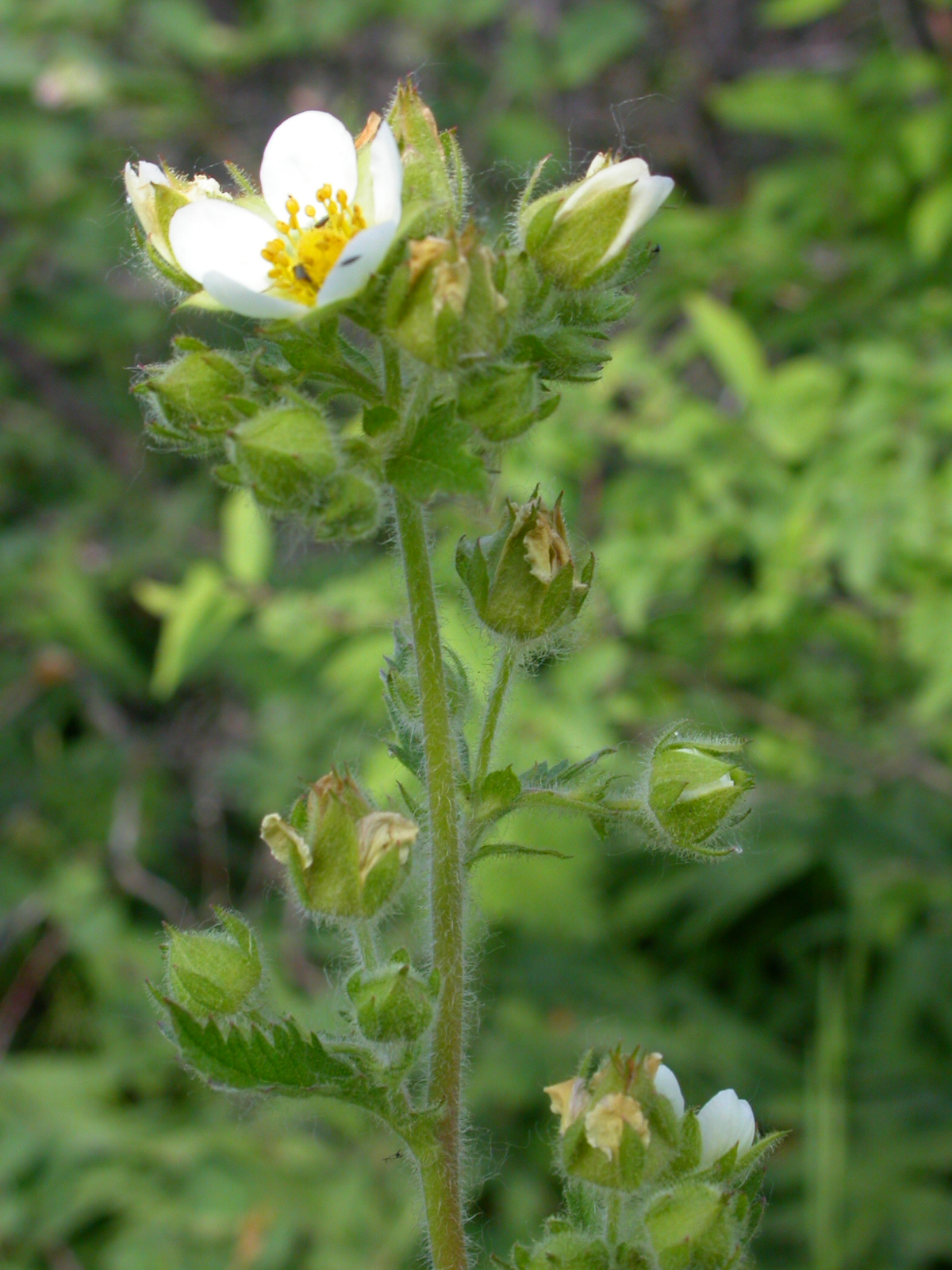